# BBVA Field
O BBVA Field é um estádio específico para futebol localizado em Birmingham, Alabama, Estados Unidos, no campus da Universidade do Alabama em Birmingham (UAB), que serviu como sede para os times de futebol masculino e feminino do UAB Blazers desde sua inauguração em Outubro de 2015 como a substituição do West Campus Field. O desenvolvimento do estádio foi facilitado depois que o BBVA USA fez uma doação de US $ 1,5 milhão para a universidade para sua construção em novembro de 2014.

## História
Em fevereiro de 2018, o Conselho de Curadores aprovou uma expansão de US $ 7,3 milhões das instalações de 2.500 para 5.000 assentos. A expansão foi financiada em parte pelo Birmingham Legion FC, que concordou em um contrato de arrendamento de oito anos para jogar no estádio a partir de 2019 por US $ 350.000 anuais. 